# Multsotis
Multsotis là một chi bướm đêm thuộc họ Noctuidae.